# Iwanci (Ukraina)
Iwanci (ukr. Іванці) – wieś na Ukrainie, w obwodzie połtawskim, w rejonie łubieńskim. W 2001 roku liczyła 43 mieszkańców.